# توچیم
توچیم (به آلمانی: Tucheim) یک منطقهٔ مسکونی در آلمان است که در گنتین واقع شده‌است.

## خصوصیات
توچیم ۵۴٫۰۵ کیلومترمربع مساحت دارد ۳۶ متر بالاتر از سطح دریا واقع شده‌است.